# فرودگاه لونیوله-کرویزماره
فرودگاه لونیوله-کرویزماره (به انگلیسی: Lunéville-Croismare Airport) یک فرودگاه غیرنظامی است که یک باند فرود سنگفرش دارد و طول باند آن ۱۰۳۹ متر است. این فرودگاه در کشور فرانسه قرار دارد و در ارتفاع ۲۴۱ متری از سطح دریا واقع شده است.